# ردمی کی۴۰
ردمی کی۴۰ (به انگلیسی: Redmi K40) مجموعه ای از تلفن‌های هوشمند مبتنی بر اندروید است که توسط شیائومی تولید و با برند ردمی به بازار عرضه شده‌است. این مجموعه شامل سه مدل کی۴۰، کی۴۰ پرو و کی۴۰ پرو+ می‌شود. در بازار جهانی، ردمی کی۴۰ با نام پوکو اف۳ و ردمی کی۴۰ پرو+ با نام شیائومی می ۱۱آی عرضه شدند.

## طراحی
پنل‌های جلو و عقب این گوشی‌ها توسط گوریلا گلس ۵ محافظت می‌شوند و قاب این گوشی‌ها ساخته شده از پلی‌کربنات است.
در سمت پایین پورت یواس‌بی سی، بلندگو، میکروفون و خشاب سیم کارت، در سمت بالا دو میکروفون، در سمت راست دکمه تنظیم صدا و دکمه خاموش و روشن که با حسگر اثر انگشت ادغام شده قرار دارند.
ردمی کی۴۰ در ۳ رنگ سیاه روشن، سرزمین خواب و خیال (نقره‌ای) و برف آفتابی (سفید) موجود است.
ردمی کی۴۰ پرو و ردمی کی۴۰ پرو+ در ۳ رنگ پر جوهر (طرح پر مشکی)، سرزمین رؤیاها (نقره‌ای) و برف آفتابی (سفید) موجود هستند.
پوکو اف۳ در ۳ رنگ سیاه شب، سفید قطبی و آبی عمق اقیانوس موجود است.
شیائومی می ۱۱آی نیز در ۳ رنگ سیاه کیهانی، نقره‌ای آسمانی و سفید مات موجود است.